# Краківське воєводство (1975—1998)
Краківське воєводство (пол. województwo krakowskie) — адміністративно-територіальна одиниця Польщі найвищого рівня, яка існувала у 1975—1998 роках.
Являло собою одну з 49 основних одиниць адміністративного поділу Польщі, які були скасовані в результаті адміністративної реформи Польщі 1998 року.
Займало площу 3254 км². Адміністративним центром воєводства було місто Краків. Після адміністративної реформи воєводство припинило своє існування і його територія повністю відійшла до новоствореного Малопольського воєводства.

## Районні адміністрації
| Центр адміністрації | Підпорядковані гміни |
| ------------------- | --- |
| Краків              | Альверня, Біскупіце, Черніхув, Дрвіня, Ґдув, Ґолча, Івановіце, Єжмановіце-Пшегіня, Клай, Коцмижув-Любожиця, Кшешовіце, Лішкі, Міхаловіце, Моґіляни, Неполоміце, Скала, Скавіна, Сломники, Сулошова, Сьвйонтники-Ґурне, Тшицьонж, Величка, Велька Весь, Забежув, Зельонки та міста Краків |
| Мислениці           | Добчице, Мислениці, Пцим, Рацеховіце, Сеправ, Сулковіце, Токарня i Вішньова |
| Прошовиці           | Іґоломія-Вавженьчице, Конюша, Нове Бжесько, Прошовіце та Радземіце |

## Найбільші міста
Чисельність населення на 31 грудня 1998 року):
- Краків — 740 666
- Скавіна — 24 389
- Величка — 17 989
- Мислениці — 17 982
- Кшешовіце — 10 487

## Населення
| Рік         | 1975      | 1980      | 1985      | 1990      | 1995      | 1998      |
| ----------- | --------- | --------- | --------- | --------- | --------- | --------- |
| Чисельність | 1 120 300 | 1 167 500 | 1 209 300 | 1 231 600 | 1 241 400 | 1 245 000 |